# Impacto de la invasión rusa en las infraestructuras de Ucrania (2022-presente)
El impacto de la invasión rusa en las infraestructuras de Ucrania se refiere a la manera en que el conflicto bélico ha afectado a las construcciones de carácter histórico-artístico, público o estratégico, más allá de los incontables destrozos que los bombardeos han causado a multitud de edificios residenciales, carreteras y redes de suministro. Los enfrentamientos continúan, por lo que no se conoce el daño económico exacto que la invasión de Rusia implicará para Ucrania. No obstante, en la segunda semana de marzo, el ministerio de Infraestructuras ucraniano dio una estimación del golpe que han recibido las arcas del Estado a raíz del conflicto. Según el informe, tan solo la destrucción de las infraestructuras ucranianas —lo que incluye aeropuertos, carreteras, puentes y vías ferroviarias bombardeadas— ha provocado pérdidas de US$10 000 millones. Por ello, el gobierno estimó que al país le llevará uno o dos años reconstruir estas infraestructuras, siempre y cuando Ucrania reciba ayuda exterior.
Solo los daños directos a edificios e infraestructuras ya superan los 176 000 millones de dólares, con los sectores más afectados siendo vivienda, transporte, energía, comercio y educación

## Pérdidas por Óblast

### Óblast de Járkov

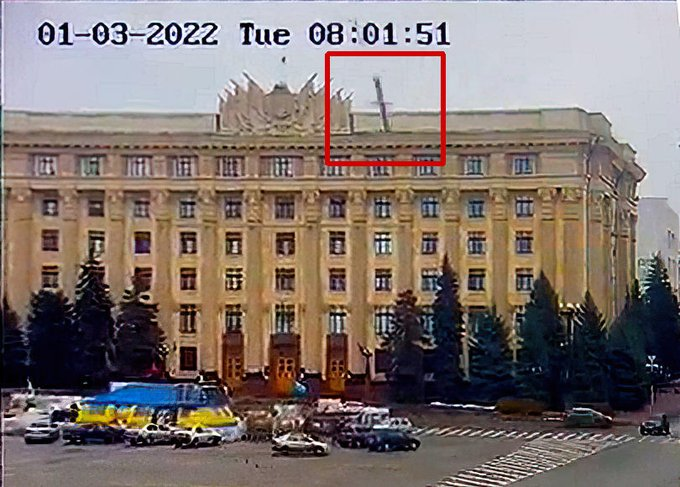
Misil a punto de impactar en la sede del gobierno regional de Járkov.

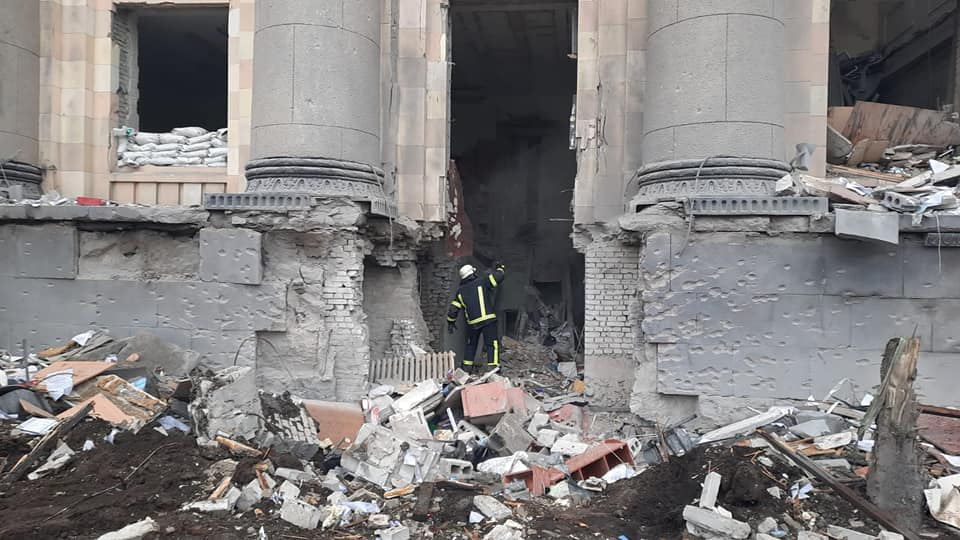
Estado de la sede del gobierno regional tras el ataque.

Un misil de crucero ruso impactó contra el ala derecha de la sede del gobierno regional del óblast de Járkov, destrozando el interior y parte de la fachada. En este edificio se iban a llevar a cabo tareas de reclutamiento de civiles. En la misma ciudad, otro misil que destruyó parcialmente el ayuntamiento, afectó también a varios edificios cercanos, entre ellos la Catedral de la Dormición de la Iglesia Ortodoxa de Ucrania dependiente del Patriarcado de Moscú. Los daños se limitaron al estallido de vidrieras y la rotura de marcos de madera de las obras colgadas de las paredes. El edificio data de finales del siglo XVIII y su estética, de elementos barrocos y neoclásicos, del XIX.
También en Járkov, la Comisaría Central de policía fue objetivo de un misil de crucero que destruyó completamente los pisos superiores, causando un incendio que devoró parte de su estructura. Por su parte, la Facultad de Economía de la Universidad de Járkov resultó seriamente dañada en el ataque a la comisaría central de policía, al ser edificios situados en la misma calle. El complejo deportivo de la universidad fue destruido igualmente, así como la residencia de estudiantes de la Universidad Nacional del Ejército del Aire de Járkov.
El Palacio del Trabajo perdió parte del tejado y todas las ventanas en los ataques a varios objetivos cerca de la plaza de la Constitución de Járkov. Asimismo el edificio centenario del Ayuntamiento, situado cerca de la plaza, sufrió daños en sus dos fachadas principales. La casa museo del poeta y filósofo Grigori Skovoroda fue bombardeada.
Varios pabellones del mercado mayorista de Barabashovo, uno de los mayores de la Europa del Este, con 7 hectáreas de superficie, fueron pasto de las llamas en el marco de la invasión.
Consulados
El ministerio de Relaciones Exteriores de Eslovenia comunicó que los bombardeos rusos, que tenían como objetivo la sede del gobierno regional de Járkov, también destruyeron el consulado de Eslovenia en la ciudad, que se encuentra en la plaza de la Libertad.
El edificio del Consulado Honorario de Albania quedó destruido por los bombardeos aéreos del 7 de marzo. El Ministerio de Asuntos Exteriores de Albania comunicó que, aunque el edificio había sido destruido, ninguno de sus trabajadores resultó herido. Asimismo aprovechó el comunicado para condenar los bombardeos rusos. Más tarde el mismo día, se supo que el edificio del Consulado Honorario de Azerbaiyán, así como el vehículo diplomático del que disponía el país en la zona, quedaron gravemente dañados por los bombardeos aéreos. El Ministerio de Relaciones Exteriores de Azerbaiyán señaló que ninguno de sus empleados resultó herido ni muerto por los ataques.

### Óblast de Kiev

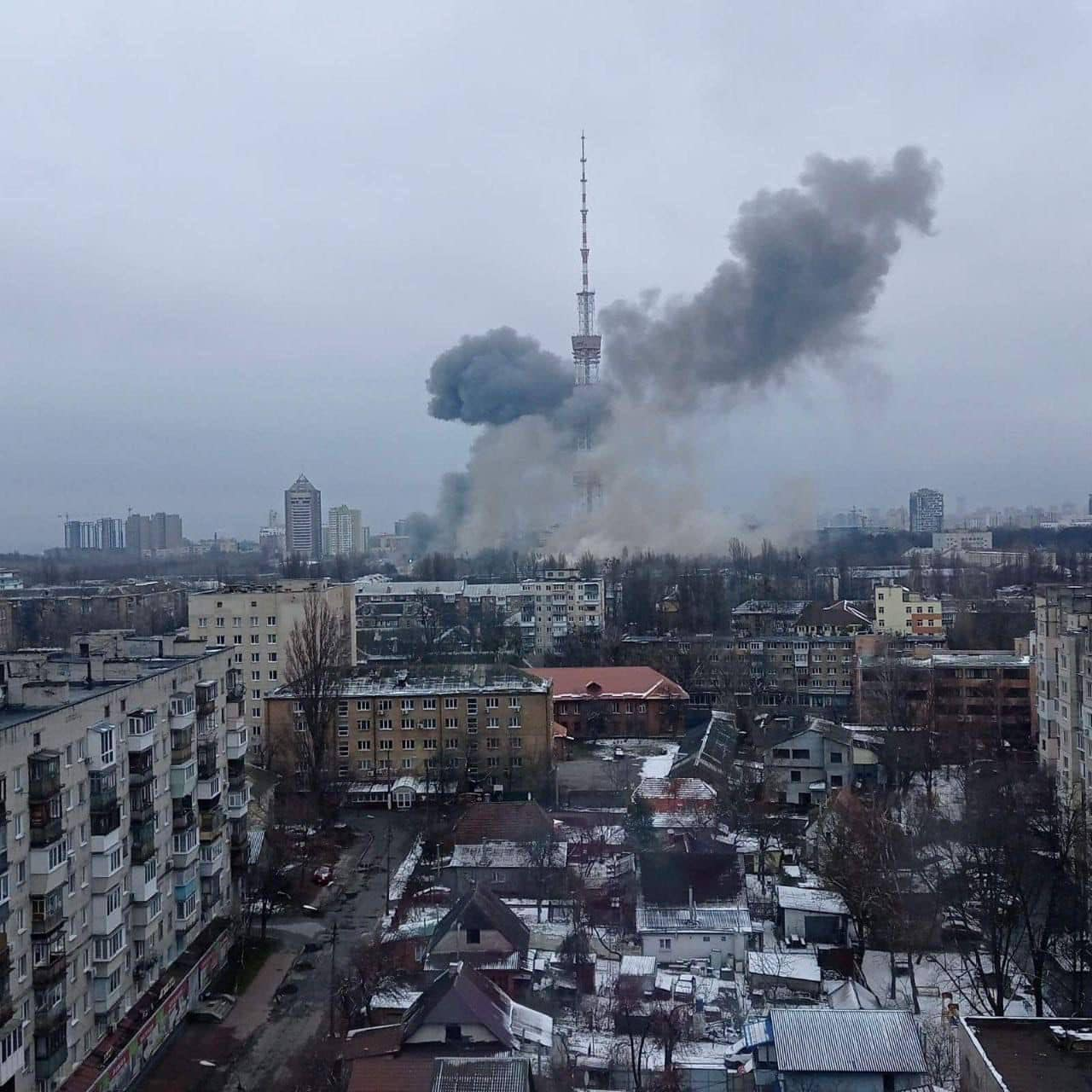
Impacto de un misil en la torre de telecomunicaciones de Kiev.

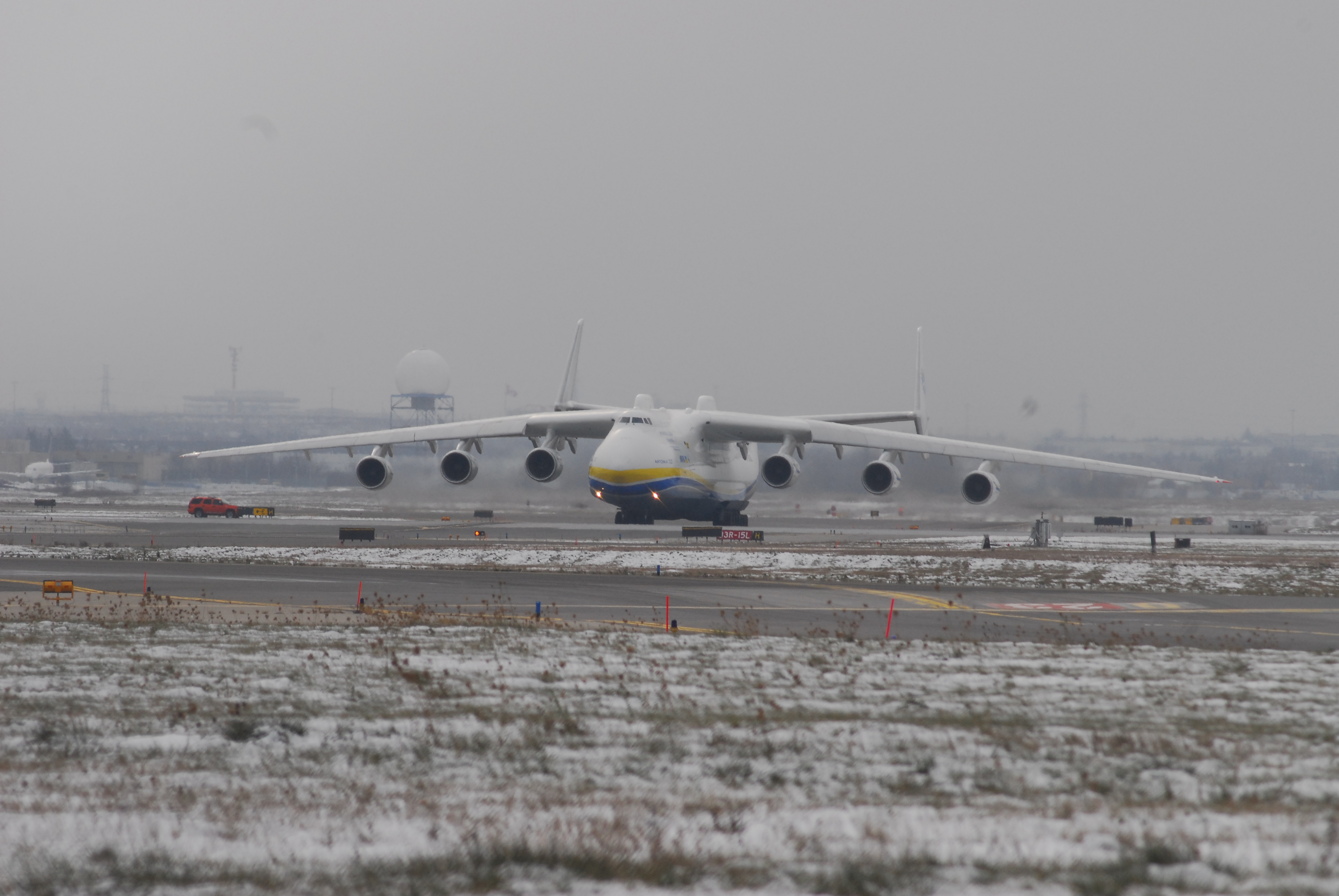
El AN-225, destruido durante la Batalla del Aeropuerto Antonov en el aeropuerto Antonov de Kiev.

Un misil impactó contra la torre de telecomunicaciones de Kiev en su mitad inferior, dejándola inutilizada, si bien logró mantenerse en pie. Se trata de la estructura de acero más alta del mundo, inaugurada en 1973 y un símbolo tecnológico de la antigua Unión Soviética. El ataque a la torre afectó al Memorial de Babi Yar, donde tuvieron lugar las masacres de judíos durante el Holocausto nazi en Kiev. En la actualidad el área se conservaba como símbolo de la sinrazón de la guerra.
En la batalla del aeropuerto Antónov, ubicado en las afueras de Kiev, fue destruido el An-225, el avión más grande del mundo, en servicio desde 2002.
Por otra parte, el Ministerio de Relaciones Exteriores de Ucrania informó que el Museo de Historia Local de Ivankiv, localizado en la ciudad de Ivankiv, en el óblast de Kiev, había sido completamente destruido por los bombardeos rusos. Entre las obras de arte desaparecidas se hallaban 25 cuadros de la artista ucraniana María Prymachenko, un símbolo de la cultura popular del país. La Unesco había nombrado el año 2009 como «año de María Prymachenko».
La iglesia ortodoxa de la Asunción de Bobryk, un suburbio a las afueras de Kiev, también fue bombardeada. El sacerdote encargado del templo explicó a los medios que media hora después de la eucaristía un proyectil impactó en el techo de la nave central y explotó, derrumbándolo y dañando murales, esculturas y cuadros. También a las afueras de Kiev, en el distrito de Brovary, la iglesia de San Jorge en Zavorichi, construida en 1873, fue destruida completamente.

### Óblast de Zaporiyia
En la madrugada del 4 de marzo de 2022, la Central nuclear de Zaporiyia (la mayor central de Europa) fue objeto de un fuerte bombardeo de mortero por parte del ejército ruso, con el objetivo de tomar el control sobre ella. El ataque causó un incendio en su edificio administrativo, obligando a desconectar uno de los seis reactores nucleares por seguridad. No obstante, la Agencia Internacional de Energía Atómica ha asegurado que «el incendio en el área de la central nuclear de Zaporiyia no ha afectado al equipo principal de la planta».
La tarde del 20 de julio de 2022, La Central nuclear fue atacada por drones kamikazes ucranianos hiriendo a once trabajadores. Los reactores no sufrieron ningún daño

### Óblast de Chernígov

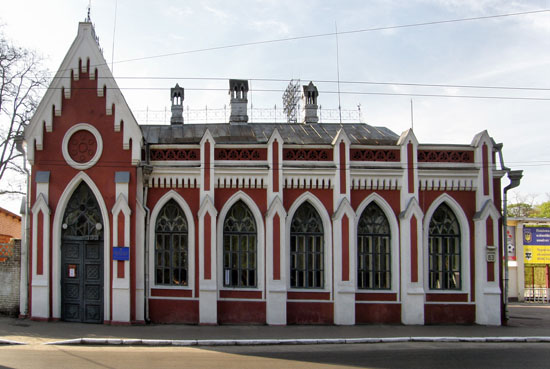
Biblioteca regional de la juventud en Chernígov, primera sede del museo ucraniano de antigüedades Vasyl Tarnovsky, antes de ser destruida.

Uno de los primeros edificios históricos en ser destruidos durante la invasión rusa de Ucrania fue el centro juvenil regional localizado en el casco urbano de la ciudad de Chernígov. Se trata del antiguo cine Shchors, inaugurado el 10 de agosto de 1939. En 1943 ya había sido blanco de los bombardeos alemanes durante la Segunda Guerra Mundial, y uno de los primeros edificios de la ciudad en ser reconstruido tras esa contienda. El 27 de febrero de 2022 sufrió un ataque aéreo que lo redujo a escombros. En 2021 había sido objeto de una inversión de 2 millones de dólares para su reforma y equipamiento.
El 11 de marzo de 2022 un misil impactó en la parte trasera de la biblioteca regional de la juventud de Chernígov, en la calle Shevchenko, destruyendo la mitad del edificio. Su construcción data de finales del siglo XIX, cuando fue concebido para acoger un orfanato. En 1902 pasa a albergar la primera sede del Museo Vasyl Tarnovsky de antigüedades ucranianas, el primero dedicado a Ucrania del Imperio ruso. En 1978 la colección se trasladó y en su lugar se instaló la biblioteca regional de la juventud, con cerca de 60.000 ejemplares.
El estadio de fútbol del FC Desná Cherníhiv, equipo de la Premier League de Ucrania, fue destruido por varios misiles rusos.

### Óblast de Vinnytsia
El 6 de marzo el presidente de Ucrania, Volodímir Zelenski, anunció que el aeropuerto internacional de Vinnytsia había sido destruido por los misiles rusos. Esta versión fue confirmada más tarde por el ejército ruso.

### Óblast de Zhitómir

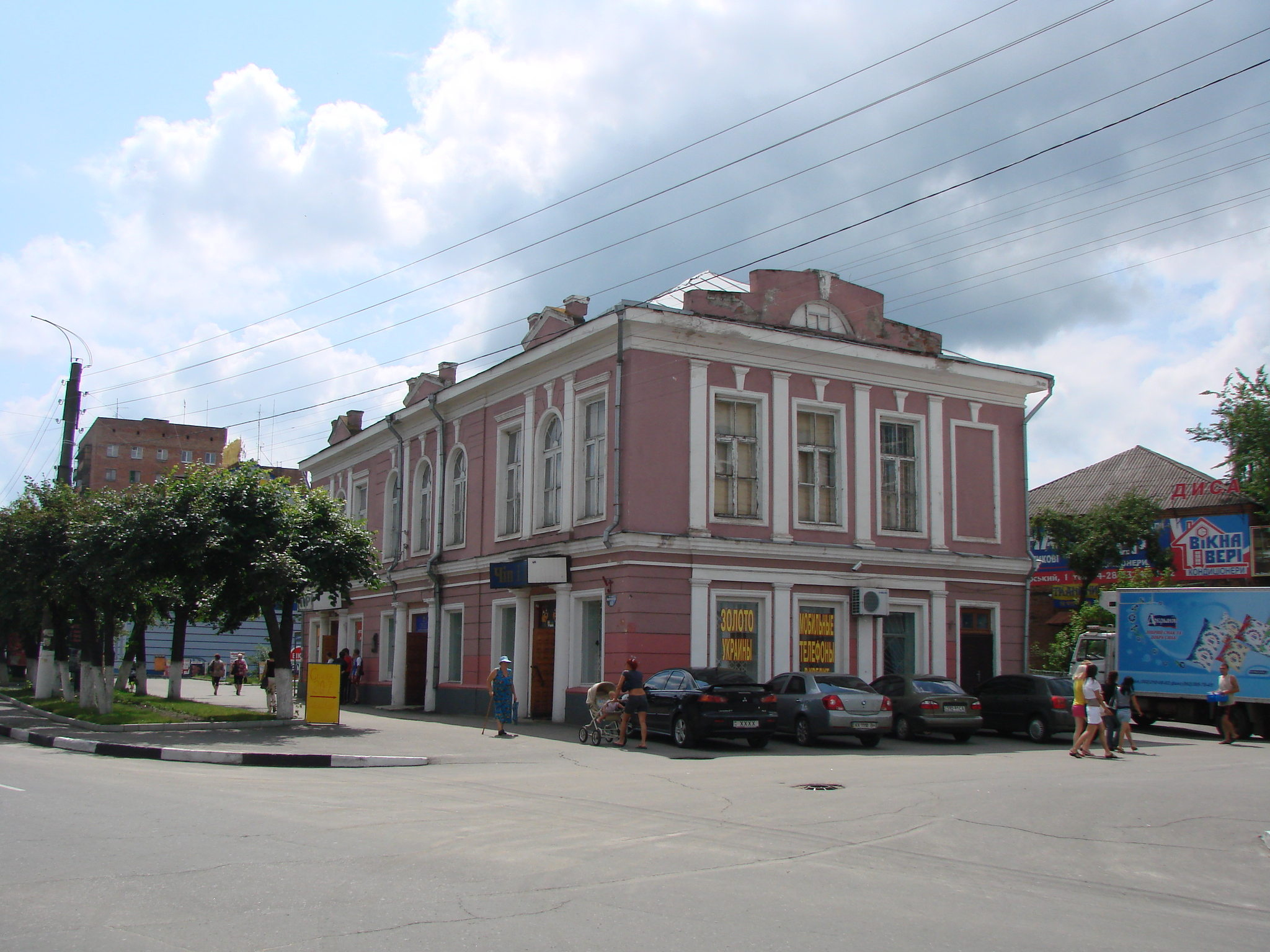
Museo de Historia Local de la ciudad de Okhtyrka antes de su destrucción.

La Sociedad Ucraniana de Protección de Monumentos Históricos y Culturales informó el 7 de marzo de 2022 que los misiles rusos habían destruido parcialmente la iglesia de la Natividad de la Santísima Virgen en Vyazivka. El templo, de madera, había sido levantado en 1862 sobre cimientos de piedra y formaba parte del patrimonio arquitectónico nacional con el número de protección 108. También la iglesia de San Miguel, ubicada en la plaza central de Mályn, fue bombardeada.

### Óblast de Sumy

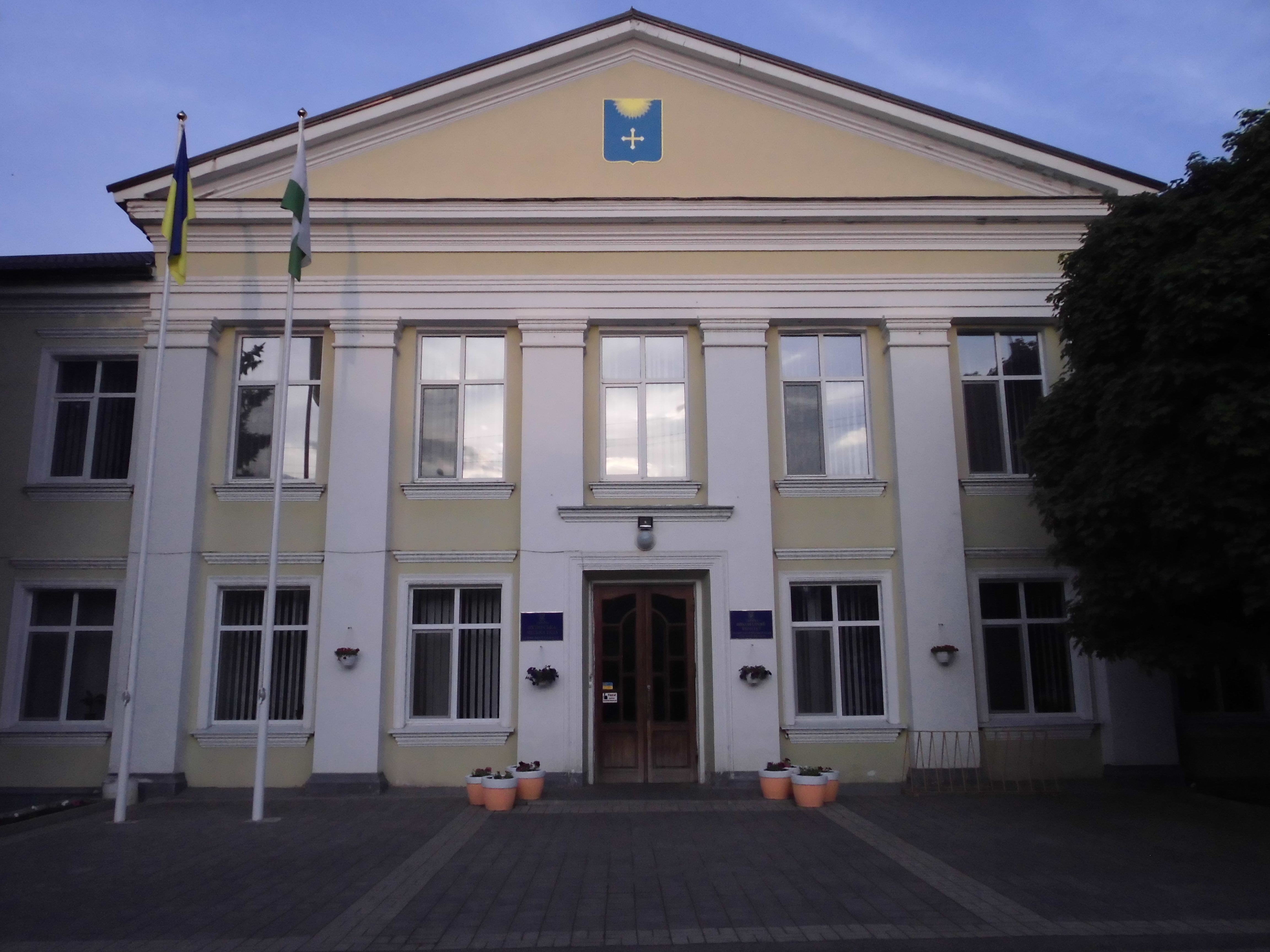
Ayuntamiento de la ciudad de Okhtyrka antes de ser destruido por los bombardeos rusos.

La ciudad de Okhtyrka fue la más afectada en esta región de Ucrania. Entre los edificios destruidos por los bombardeos se hallan el Museo de Historia Local, abierto en 1995 y cuya colección alberga casi 10.000 objetos museísticos centrados en la naturaleza, la historia y el impacto de la Segunda Guerra Mundial en la región, además del Ayuntamiento de la ciudad.

### Óblast de Donetsk
La ciudad de Mariúpol fue intensamente bombardeada desde comienzos de la invasión. Entre los edificios públicos destruidos destacan su Ayuntamiento y una sede de la Universidad Técnica Estatal de Pryazovskyi. Especialmente significativo fue el ataque a un hospital materno-infantil con pacientes en su interior.
El Monasterio ortodoxo de Sviatohirsk, ubicado en pleno Parque Natural Nacional de Sviatohori, cuyo origen se remonta al siglo XVII, fue objeto de los bombardeos rusos. Múltiples proyectiles impactaron en los edificios de este lavra de la Iglesia ortodoxa ucraniana, reconstruido en el siglo XIX y restaurado tras la caída de la Unión Soviética. Su interior alberga obras de arte del siglo XIV y las reliquias de San Juan El Ermitaño. 
En Volnovaja, la iglesia de San Nicolás el Tematurgo sufrió severos daños por los bombardeos.

### Óblast de Lviv

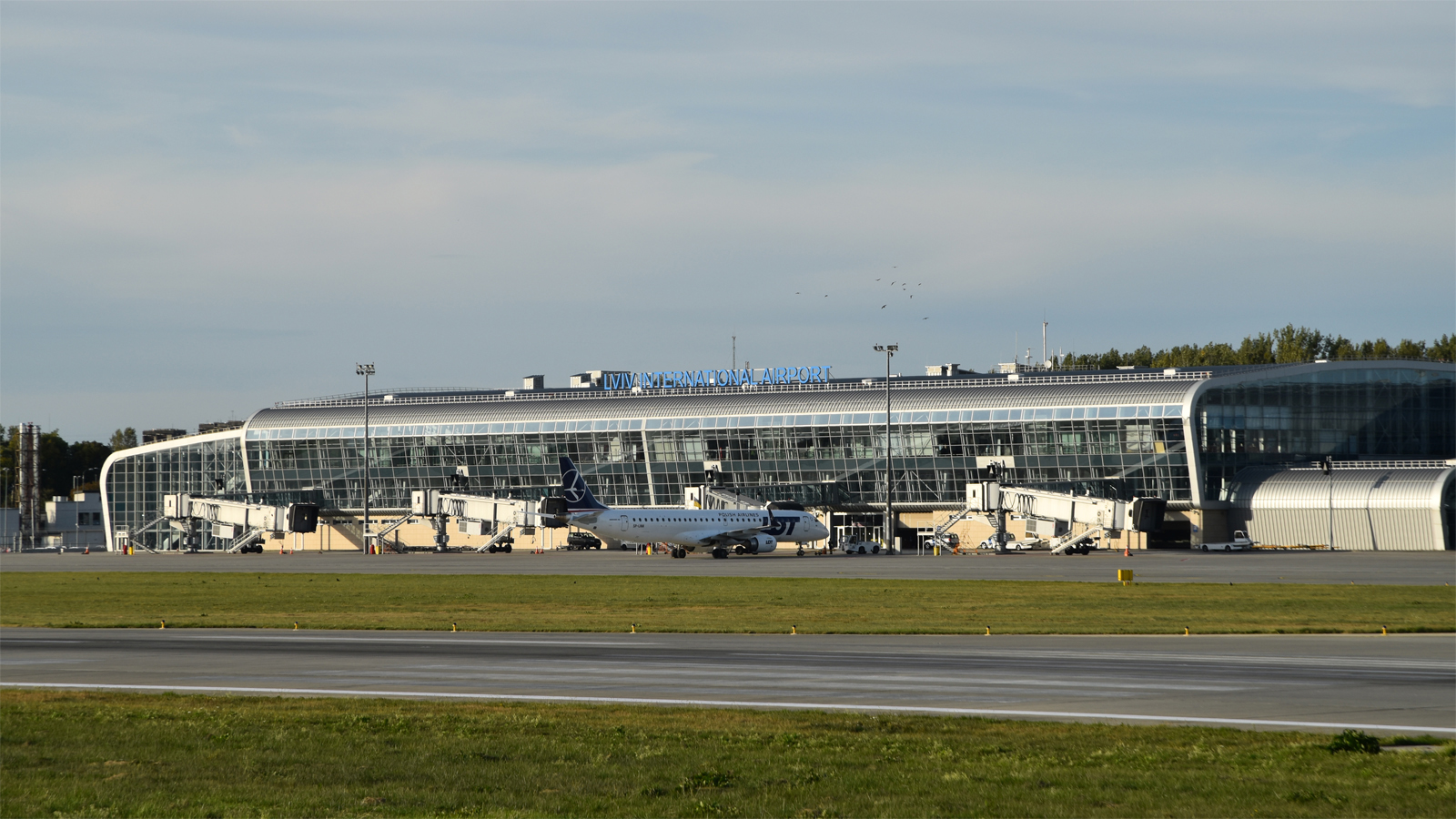
Aeropuerto Internacional de Leópolis antes de ser bombardeado por tropas rusas.

El 13 de marzo de 2022, el gobernador de la región de Leópolis (Lviv), Maksym Kozytskyy, confirmó que varios aviones rusos habían disparado unos 30 misiles contra el Centro Internacional de Seguridad y Mantenimiento de Paz, en la localidad de Yavoriv, a tan sólo 25 km de la frontera con Polonia. La base de Yavoriv es la mayor en el oeste del país y allí se llevaban a cabo las maniobras y entrenamientos con tropas de la OTAN antes de la invasión.
El aeropuerto internacional de Leópolis, a 50km de Polonia, fue atacado desde el Mar Negro por las tropas rusas el 18 de marzo de 2022, destruyendo el edificio de reparación de aviones.

### Óblast de Odesa
El 23 de julio de 2022, el puerto de Odesa sufría un ataque ruso con misiles de alta precisión. Desde el puerto debían las exportaciones de grano ucraniano para el resto del mundo. Rusia declaró haber alcanzado objetivos militares. El ataque se producía un día después de que ambos países firmaran un acuerdo para que Ucranía pudiera exportar dicho grano.